# Palmans (equipo ciclista)
El equipo Palmans (código UCI: PCO), fue un equipo ciclista belga que compitió profesionalmente entre el 1994 y el 2003, y entre el 2006 y el 2010. En 2001 se fusionó con el equipo Collstrop.
El 2004 el equipo desapareció y parte de la plantilla y el patrocinador fueron a parar al nuevo Mr Bookmaker.com. El 2006, parte de aquel equipo volvió a crear el Palmans-Collstrop, una formación que duró hasta el 2010. Compitió en el calendario de la UCI Europa Tour.

## Principales resultados
- Circuito del País de Waes: Jan Bogaert (1994), Wim Omloop (1997), Geert Omloop (2003)
- Circuito de Houtland: Jans Koerts (1995), Niko Eeckhout (2000), Geert Omloop (2001, 2003)
- Le Samyn: Hans De Meester (1996)
- Gran Premio del 1 de Mayo: Peter Spaenhoven (1997), Geert Omloop (2001), Roger Hammond (2002)
- Gran Premio de Isbergues: Magnus Bäckstedt (1997), Peter Van Petegem (2001)
- Circuito Franco-Belga: Frank Høj (1998)
- Nokere Koerse: Hendrik Van Dyck (2000)
- Circuito Montañés: Dave Bruylandts (2000)
- Campeonato de Flandes: Niko Eeckhout (2000)
- Kuurne-Bruselas-Kuurne: Peter Van Petegem (2001)
- Tour Beneden-Maas: Geert Omloop (2001), Roger Hammond (2002)
- Gran Premio de Denain: Bert Roesems (2003)
- Antwerpse Havenpijl: Rob Goris (2010)
- Copa Sels: Aidis Kruopis (2010)

### Campeonatos nacionales
- Campeonato de Bélgica en ruta: Geert Omloop (2003)
- Campeonato del Reino Unido en ruta: Roger Hammond (2003)
- Campeonato de Finlandia en contrarreloj: Matti Helminen (2008)

### En las grandes vueltas
- Vuelta en España
  - 0 participaciones

- Tour de Francia
  - 0 participaciones

- Giro de Italia
  - 0 participaciones

## Clasificaciones UCI
Hasta el 1998 los equipos ciclistas se encontraban clasificados dentro de la UCI en una única categoría. El 1999 la clasificación UCI por equipos se dividió entre GSI, GSII y GSIII.
| Temporada | Clasificación por equipos | Mejor ciclista en la clasificación individual |
| --------- | ------------------------- | --------------------------------------------- |
| 1995      | 37.º                      | Nico Verhoeven (306.º)                        |
| 1996      | 41.º                      | Jans Koerts (152.º)                           |
| 1997      | 39.º                      | Hans De Clercq (161.º)                        |
| 1998      | 35.º                      | Frank Høj (163.º)                             |
| 1999      | 14.º (GSII)               | Dave Bruylandts (160.º)                       |
| 2000      | 6.º (GSII)                | Dave Bruylandts (66.º)                        |
| 2001      | 18.º (GSII)               | Peter van Petegem (57.º)                      |
| 2002      | 3.º (GSII)                | Bert Roesems (187.º)                          |
| 2003      | 30.º                      | Geert Omloop (95.º)                           |

### UCI Europa Tour
| Temporada | Clasificación por equipos | Mejor ciclista en la clasificación individual |
| --------- | ------------------------- | --------------------------------------------- |
| 2006      | 120.º                     | Christoph Roodhooft (1248.º)                  |
| 2007      | 53.º                      | Bobbie Traksel (79.º)                         |
| 2008      | 97.º                      | Matti Helminen (332.º)                        |
| 2009      | 50.º                      | Geert Omloop (122.º)                          |
| 2010      | 31.º                      | Aidis Kruopis (28.º)                          |

### UCI Africa Tour
| Temporada | Clasificación por equipos | Mejor ciclista en la clasificación individual |
| --------- | ------------------------- | --------------------------------------------- |
| 2010      | 12.º                      | Geoffrey Coupé (141.º)                        |